# Ricky (film, 2009)
Pour les articles homonymes, voir Ricky.
Ne doit pas être confondu avec Ricky (film, 2025).
Pour plus de détails, voir Fiche technique et Distribution.
Ricky est un film franco-italien réalisé par François Ozon, sorti en 2009.
Il s'agit de l'adaptation d'une nouvelle de Rose Tremain, tirée du recueil Les Ténèbres de Wallis Simpson, publié en 2006. Le film, en compétition au 59e festival du film de Berlin, y reçoit une critique contrastée.

## Synopsis
Katie, une femme, ouvrière sur une chaîne de montage dans une usine chimique, élève seule sa fille de sept ans Lisa. Elle rencontre sur son lieu de travail Paco avec qui elle vit une histoire d'amour. Paco s'installe dans l'appartement HLM de Katie en banlieue. De cette union naît un bébé, Ricky, conçu lors d'un rapport sexuel dans les toilettes de l'usine chimique. Katie s'inquiète des ecchymoses qui apparaissent sur le dos de son nourrisson et suspecte Paco de le frapper, si bien que ce dernier, outragé, quitte le domicile familial. Ricky est, en fait, un bébé extraordinaire (ange ou monstre ?) avec des ailes qui lui poussent dans le dos. Finalement, le bébé prend son envol et les médias voyeuristes s'emparent de cette attraction lorsque Ricky voltige dans un supermarché. Paco convainc Katie de montrer le bébé volant à la presse pour relâcher la pression médiatique et gagner l'argent qui leur permettrait d'acheter une maison plus grande pour le bébé. Ricky profite de l'occasion pour s'envoler au-dessus d'un lac. Croyant l'enfant perdu, Paco se résigne mais Katie, désespérée, retourne au lac pour se suicider. Ricky réapparaît quelques instants, le visage heureux tel un ange, pour rassurer sa mère mais doit à nouveau s'envoler car il n'a pas sa place dans cette société. Ricky se révèle ainsi l’être transitionnel permettant à Lisa d’accepter son beau-père et à Katie, toujours dans la crainte de ne pas être à la hauteur, de devenir une mère et une femme heureuse dans son corps et son esprit, comme le montre la scène finale dans laquelle Lisa se blottit dans le dos de Paco et Katie, sereine, est enceinte d'un nouveau bébé.

## Fiche technique
- Réalisation : François Ozon
- Scénario : François Ozon, avec la collaboration d'Emmanuèle Bernheim, d'après une nouvelle de Rose Tremain
- Musique : Philippe Rombi
- Photographie : Jeanne Lapoirie
- Montage : Muriel Breton
- Décors : Katia Wyszkop
- Costumes : Pascaline Chavanne
- Production : Chris Bolzli, Claudie Ossard et Vieri Razzini
- Pays de production :  France et  Italie
- Langue originale : français
- Format : couleurs - 1,85:1 - Dolby Digital / DTS
- Durée : 89 minutes
- Dates de sortie : 
  - France : 11 février 2009
  - Belgique : 4 mars 2009

## Distribution
- Alexandra Lamy : Katie
- Sergi López : Paco
- Arthur Peyret : Ricky
- André Wilms : le médecin hôpital
- Jean-Claude Bolle-Reddat : le journaliste
- Maryline Even : Odile
- Véronique Joly : l'assistante sociale
- Martine Vandeville : l'infirmière hôpital
- Myriam Azencot : la surveillante usine
- Diego Tosi : le serveur restaurant
- François Lequesne : le responsable usine
- Julien Haurant : le bibliothécaire
- Eric Forterre : le boucher
- Hakim Romatif : le vendeur
- John Arnold : le directeur supermarché
- Catherine Jabot et Marc Susini : les voisins
- Anthony Drouet : Alexandre
- Valérie Labro : la journaliste
- Mélusine Mayance : Lisa

## Production
- Lieux de tournage : Paris, Amiens (Tour Daudet).
- Année de tournage : 2008

Les scènes où Ricky s'envole dans le magasin ont été tournées dans l'hypermarché CORA de Livry-Gargan.